# اليوم الدولي للمناطق المدارية
اليوم الدولي للمناطق المدارية (بالإنجليزية: International Day of the Tropics)‏ هو حدث للأمم المتحدة، يُقام في 29 يونيو من كل عام، أقرته الجمعية العامة للأمم المتحدة في 14 يونيو 2016، ويهدف إلى رفع مستوى الوعي حول تحديات المناطق الاستوائية وأهمية دورها في أهداف التنمية المستدامة، وكذلك تقييم التقدم وتبادل الخبرات والاعتراف بالتنوع والموارد والإمكانات التي تتمتع بها المناطق الاستوائية.

## وصلات خارجية
- الموقع الرسمي.